# 레오 코마로브
레오니드 "레오" 코마로브(핀란드어: Leonid "Leo" Komarov, 러시아어: Леони́д Алекса́ндрович Комаро́в 레오니트 알렉산드로비치 코마로프[*], 1987년 1월 23일~)는 핀란드의 아이스하키 선수로 포지션은 센터이다. 현재 콘티넨탈 하키 리그(KHL)의 SKA 상트페테르부르크 소속으로 뛰고 있다.
러시아계 핀란드인으로 핀란드 1부 리그인 SM 리가의 포린 애새트와 라흐티 펠리컨스를 거쳐 러시아로 건너가 KHL의 디나모 모스크바에서 활동했다. 2012년부터 드래프트에서 지명팀인 내셔널 하키 리그(NHL)의 토론토 메이플리프스에서 활동하기 시작하면서 에스토니아 태생 선수로는 최초로 NHL에서 뛰는 선수가 되었다. 이후 뉴욕 아일런더스를 거쳐 다시 KHL로 돌아와 SKA 상트페테르부르크에서 활동했다.
국제 대회에서는 핀란드 국가대표팀의 일원으로 활동했으며, 청소년 대표팀을 거쳐 성인 대표팀의 소속으로 여러 국제 대회에서 활약했다. 핀란드 역사상 최초의 올림픽 금메달을 획득한 2022년 동계 올림픽 핀란드 대표팀의 부주장으로 활동했으며, 2011년 세계 선수권 대회에서도 우승을 차지한 바 있다.